# Cataldus

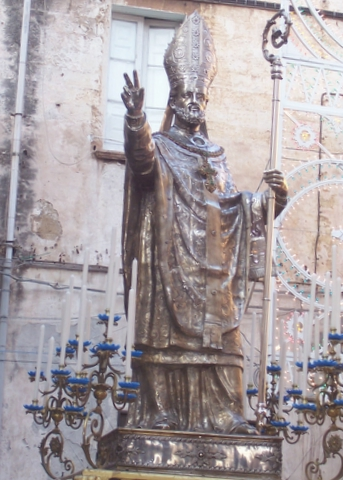
Statue des Cataldus in Tarent

Der heilige Cataldus (ital.: San Cataldo) (* um 600 in Irland) war der Legende nach Bischof von Tarent.
Auf der Rückkehr von einer Wallfahrt ins Heilige Land soll er nach Tarent gekommen sein und dort zum Bischof geweiht worden sein. Er wurde im Dom San Cataldo begraben. Der Körper wurde 1094 während der Wiederaufbauarbeiten, nach der Zerstörung durch die Sarazenen, wiedergefunden. Darauf wurde ihm der Dom geweiht. Der Kult für den Heiligen ist im Süden Italiens weit verbreitet.

## Patronate
Cataldus ist der Schutzpatron von Tarent, Cagnano Varano und Corato in Apulien, von Brienza in der Basilikata, Cariati in Kalabrien, San Cataldo auf Sizilien, Supino im Latium und Massa Lubrense in Kampanien.